# Grande synagogue de Varsovie (1878-1943)
Pour les articles homonymes, voir Grande synagogue.
La grande synagogue de Varsovie, aujourd'hui disparue, était la plus grande synagogue de Varsovie. Située 7 place Tłomackie, elle était considérée comme le symbole de la communauté juive progressiste de Varsovie et l'un des plus magnifiques monuments polonais du XIXe siècle.
Solennellement inaugurée le 28 septembre 1878 le jour du Nouvel an juif, elle a été dynamitée le 16 mai 1943 par le SS-Gruppenführer Jürgen Stroop comme dernier acte de destruction du ghetto de Varsovie. Elle n'a pas été reconstruite après la Seconde Guerre mondiale.

## Historique
Au XVIIIe siècle, débute en Europe, le mouvement des Lumières juif, appelé Haskala et dont le centre est situé à Berlin. Les membres de ce mouvement, autour de Moses Mendelssohn, propagent entre autres, l'éducation moderne laïque, l'acceptation de professions non reliées au commerce ou à l'artisanat, l'émancipation des femmes et la modernisation de la culture juive.
Les participants de la Haskala désirent ouvrir à Varsovie leur propre maison de prière, indépendamment des nombreuses synagogues orthodoxes déjà présentes dans la ville. Une modeste première synagogue est élevée au 1802 rue Daniłłowiczowski, derrière le nouvel hôtel de ville du palais Jabłonowski. La synagogue devenant trop petite, elle est remplacée par une plus grande en 1843, au même endroit. Moins d'une douzaine d'années plus tard, cette synagogue est de nouveau trop étroite.
Parmi les Juifs éclairés, partisans de la Haskala, se trouvent de nombreuses personnes fortunées, banquiers, imprimeurs, éditeurs, avocats, docteurs, etc., qui peuvent aider à financer une nouvelle synagogue. La recherche d'un nouvel emplacement démarre.

### Avant la construction

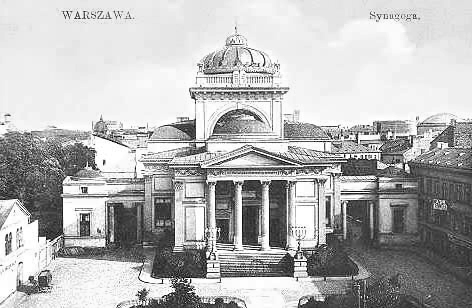
Synagogue, vue de la rue Tłomackie

La proposition de construire une nouvelle synagogue plus importante est faite le 5 septembre 1859, de la bouche de Ludwik Natanson, membre du comité de construction de la synagogue de la rue Daniłłowiczowski.Sa proposition est immédiatement acceptée et commence alors l'organisation de la collecte des fonds, ainsi que la recherche d'un terrain pour la construction de la synagogue. Le 20 septembre 1860, le comité soumet une demande d'autorisation aux autorités pour planifier la construction de la synagogue, mais ne reçoit aucune réponse. En février 1861, une nouvelle demande est effectuée qui est acceptée sous la condition que la synagogue soit érigée près de maisons juives.
Plusieurs lieux pour la construction de la synagogue sont alors proposés. La première demande pour construire le nouveau bâtiment rue Daniłłowiczowski, où se trouve déjà l'ancienne synagogue, est refusée par les autorités municipales. Des demandes pour une place située à l'intersection des rues Elektoral et Orlej ainsi qu'une place située rue Królewski n'aboutissent pas d'un point de vue financier. Finalement, les autorités donnent leur accord pour que la synagogue soit construite place Tłomackie à l'emplacement de deux maisons de rapport du XVIIe siècle, en mauvais état, qui seront rasées, et sur une partie d'un jardin d'un palace. Le terrain est alors acheté.
Le 22 mai 1872 est annoncée la tenue d'un concours d'architectes qui démarrera le 11 juillet de la même année. Les membres du comité de construction rédigent alors un cahier des charges très exigeant, et fixe le coût total de la construction à 15 000 roubles maximum. La date limite de dépôt des dossiers est fixée au 1er mars 1873. Six dossiers sont reçus et passent tout d'abord devant la commission d'incitation pour la remise de primes : le dossier présenté par les architectes Bronisław Żochowski et Teofil Lemke gagne la première prime d'un montant de 750 roubles, tandis que la deuxième prime d'un montant de 300 roubles est gagnée par Jan Kacper Heurich. Mais cependant aucun de ces projets n'est finalement accepté par les membres du comité de construction, car ils ne répondent pas à toutes les demandes.
Parmi les projets proposés en compétition, celui de Jan Kacper Heurich et celui de Jerzy Vöckla présentaient des bâtiments de style mauresque. Ils ne furent jamais rendus publics et n'ont pas été conservés. Le projet de Heurich, classé premier a été caractérisé comme « juif » : « [...] fronton de très bon goût, couronné en son milieu d'un dôme, encadré de chaque côté par deux tours élancées. », tandis que celui de Vöckla, classé sixième: « [...] même s'il n'est pas retenu, est considéré par tous comme le meilleur. Il n'a pas pu être accepté uniquement en raison de son coût qui dépasse considérablement les possibilités financières de la communauté. ».
Une nouvelle compétition architecturale est annoncée en juin 1873, gagnée cette fois par Stanisław Adamczewski, mais son projet une fois encore, n'est pas accepté par le comité de construction de la synagogue. Finalement le projet commandé à l'architecte Leandro Marconi est accepté le 3 janvier 1874 par le gouverneur du royaume, le général Friedrich Wilhelm Rembert von Berg.

### Construction

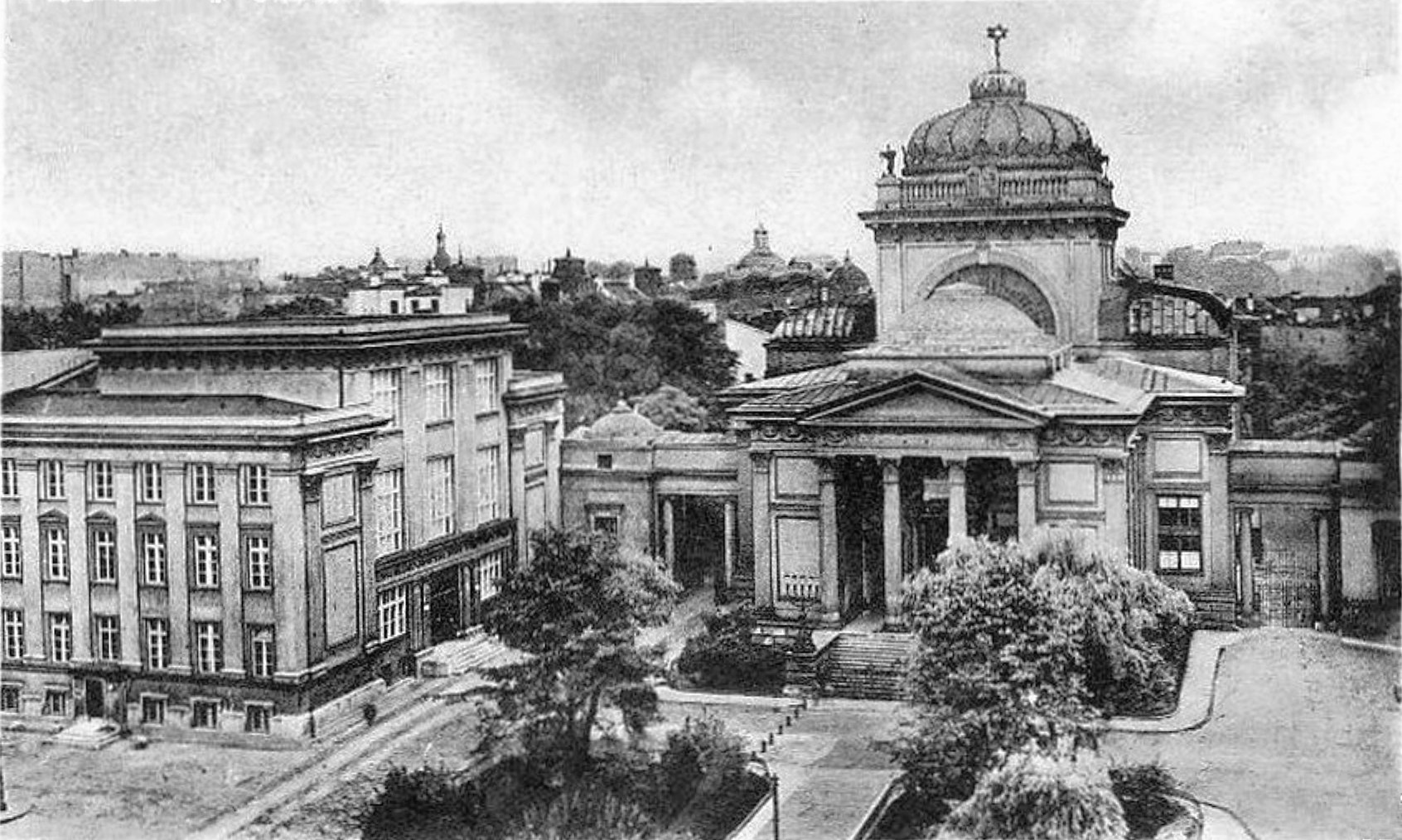
Vue latérale du côté de la rue Tłomacki

Le 14 mai 1876, se déroule la cérémonie solennelle de la pose de la première pierre de la synagogue. Une capsule contenant un texte relatant l'historique de la synagogue en hébreu et en polonais est scellée dans une des pierres des fondations. La construction va durer deux ans. Vers la fin du processus, l'argent vient à manquer pour terminer les finitions, et les membres de la communauté encouragent les Juifs les plus aisés à se porter garants d'un prêt en obligations hypothécaires. Ils décident aussi de faire appel aux communautés voisines, et récoltent suffisamment de fonds pour terminer le bâtiment. Le coût total de la construction s'élève finalement à environ 200 000 roubles. 

### Après son inauguration

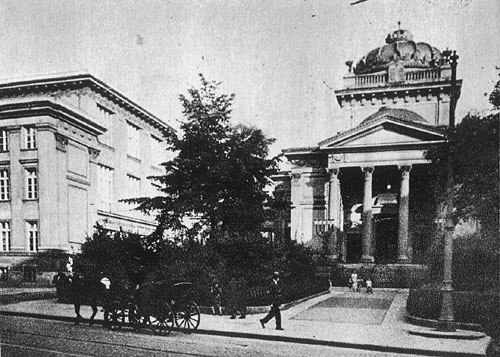
Vue de le rue Tłomacki sur l'Institut d'histoire juive

L'inauguration de la synagogue a lieu en grande pompe le 26 septembre 1878 le jour de Roch Hachana. Le gouverneur général russe de Varsovie, le général Pavel Kotzebue, est accueilli par le rabbin Izaak Cylkow avec un discours en polonais, et non en russe ou hébreu ou yiddish, à la suite d'un accord exceptionnel,,,. Puis Henryk Natanson allume la Ner Tamid (lumière éternelle) devant l'Arche sainte.
La synagogue comprend exactement 2 200 places assises, 1 150 dans le hall principal pour les hommes et 1 050 dans les galeries pour les femmes. En outre, on trouve dans le bâtiment une bibliothèque fournie et riche en livres anciens et en manuscrits, parmi lesquels « des chroniques écrites par des rabbins à  Buczacz (Ukraine) et à Rohatyn (Ukraine), etc. »
De chaque côté de l'Arche sainte, une porte mène au bureau du rabbin et une autre à une salle de repos. La synagogue fait appel régulièrement aux meilleurs chœurs du monde qui chantent, accompagnés de l'orgue et de différents instruments musicaux. Mieczysław Orłowicz écrit en 1922 : « Le vendredi, lors de l'office du soir, des chœurs excellents accompagnés d'orgue. (admission aussi possible pour les hommes chrétiens au rez-de-chaussée en gardant leur chapeau sur la tête, et pour les femmes dans les galeries) » .

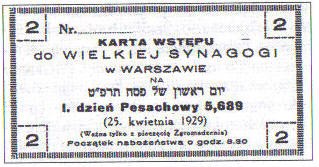
Ticket d'entrée pour la synagogue en 1929

Des services religieux réguliers se déroulent dans la synagogue, mais aussi des services spéciaux à l'occasion de la restauration de l'indépendance de la Pologne en 1918, du rétablissement de la constitution du 3 mai, du début de l'année scolaire ou lors des funérailles de Józef Piłsudski en 1935. Une petite place est aménagée en 1909 devant la synagogue, plantée de buissons et d'arbres et entourée d'une grille en fer martelé. Dans les années 1920, la synagogue procède à sa première rénovation. À la fin des travaux, une plaque commémorative est dévoilée mentionnant : « Cette maison a été restaurée pour la gloire de Dieu, 50 ans après sa construction et 10 ans après la résurrection de la république polonaise ». En 1938, commence une nouvelle rénovation, mais celle-ci ne sera jamais terminée.

### Dégradation et destruction

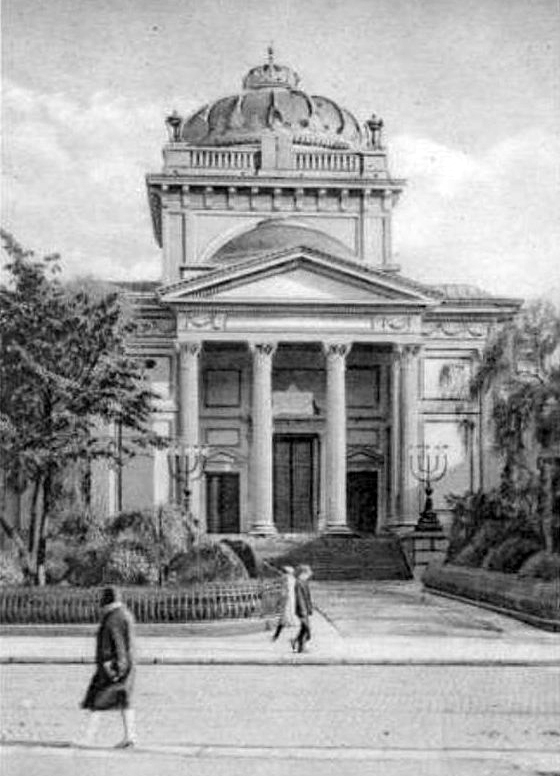
La synagogue

La Seconde Guerre mondiale sera fatale à la Grande synagogue de Varsovie. En 1940, après la création du ghetto de Varsovie, les nazis dévastent la synagogue qui se trouve dans les limites du ghetto. Vers le milieu de l'année 1941, le bâtiment est une fois de plus saccagé, de nombreux trous sont percés dans la toiture, les aménagements intérieurs sont soit emportés soit cassés, des chapiteaux et des architraves sont détruits et l'Arche sainte est jetée à terre.
Le 27 avril 1941, Adam Czerniaków lance un appel solennel au comité pour une collecte de fonds afin de procéder à la réparation et au redémarrage de la Grande synagogue. Le 20 mai 1941, les autorités allemandes autorisent l'ouverture de trois synagogues pour les fidèles.
Une grande somme d'argent est récoltée permettant d'effectuer très rapidement les premières réparations. Le 31 mai 1941, le samedi avant la fête de Chavouot, a lieu le premier service religieux et le 1er juin vers 9h30 se déroule la réouverture solennelle de la synagogue. Adam Czerniaków  lui-même apporte la Torah. À la fin de la journée, le chantre de la synagogue a une attaque paralysante et est transporté d'urgence à l'hôpital. Fin juillet est alors organisé un concours spécial pour le recrutement d'un chantre.
Le 19 octobre, se déroule à la synagogue un concert d'oratorios à l'occasion du mois de l'enfant. De nombreux chants choraux composés par Lewandowski, Naumburg, Bernstein et Zilberc sur des textes de l'Ancien Testament, sont chantés. Les chœurs synagogaux sont dirigés par le chef d'orchestre, Marian Neuteich, accompagnés au violon par le virtuose Henryk Reinberg et à l'orgue par Fajwiszys Israël. Les parties solos sont exécutées par le baryton-basse Goldner.
Le 30 mars 1942, la synagogue est fermée sur instruction de Heinz Auerswald et ses clefs conservées par les services de police. La synagogue sert alors de lieu de regroupement temporaire pour les Juifs arrivant de l'Europe occupée, et plus particulièrement pour ceux en provenance de la République tchèque.
En 1942, après la réduction de la zone du ghetto, la synagogue se trouve alors hors des nouvelles limites du ghetto. En raison de sa taille, elle est utilisée par les nazis comme entrepôt de stockage pour les meubles et autres biens dérobés aux Juifs. L'entrepôt est alors dirigé par l'officier de police du ghetto Karol Nabe, responsable des biens immobiliers.
La destruction de la Grande synagogue de Varsovie a lieu le 16 mai 1943, lors de la sanglante répression du soulèvement du ghetto de Varsovie. Elle a été détruite exactement à 20h15 par le chef de la SS et de la police du district de Varsovie, Jürgen Stroop lui-même, comme symbole de la liquidation totale du district juif. Il dira de sa destruction:
« 
Le dynamitage de la grande synagogue a été un magnifique bouquet pour la fin officielle de la "Grande Action". La préparation dura dix jours. La synagogue était un édifice solidement bâti et donc pour l'abattre, il a fallu un long travail des sapeurs et des électriciens. Mais quel merveilleux spectacle! 

L'officier des sapeurs m'a donné un appareil électrique générant la détonation des charges. J'ai crié Heil Hitler et j'ai appuyé sur le bouton. Une explosion terrible a fait monter des flammes jusqu'aux nuages. Les couleurs étaient incroyables. Une allégorie inoubliable du triomphe sur la juiverie. Le ghetto de Varsovie a cessé d'exister. Car c'est ce que veulent Adolf Hitler et Heinrich Himmler.  »

### L'après-guerre

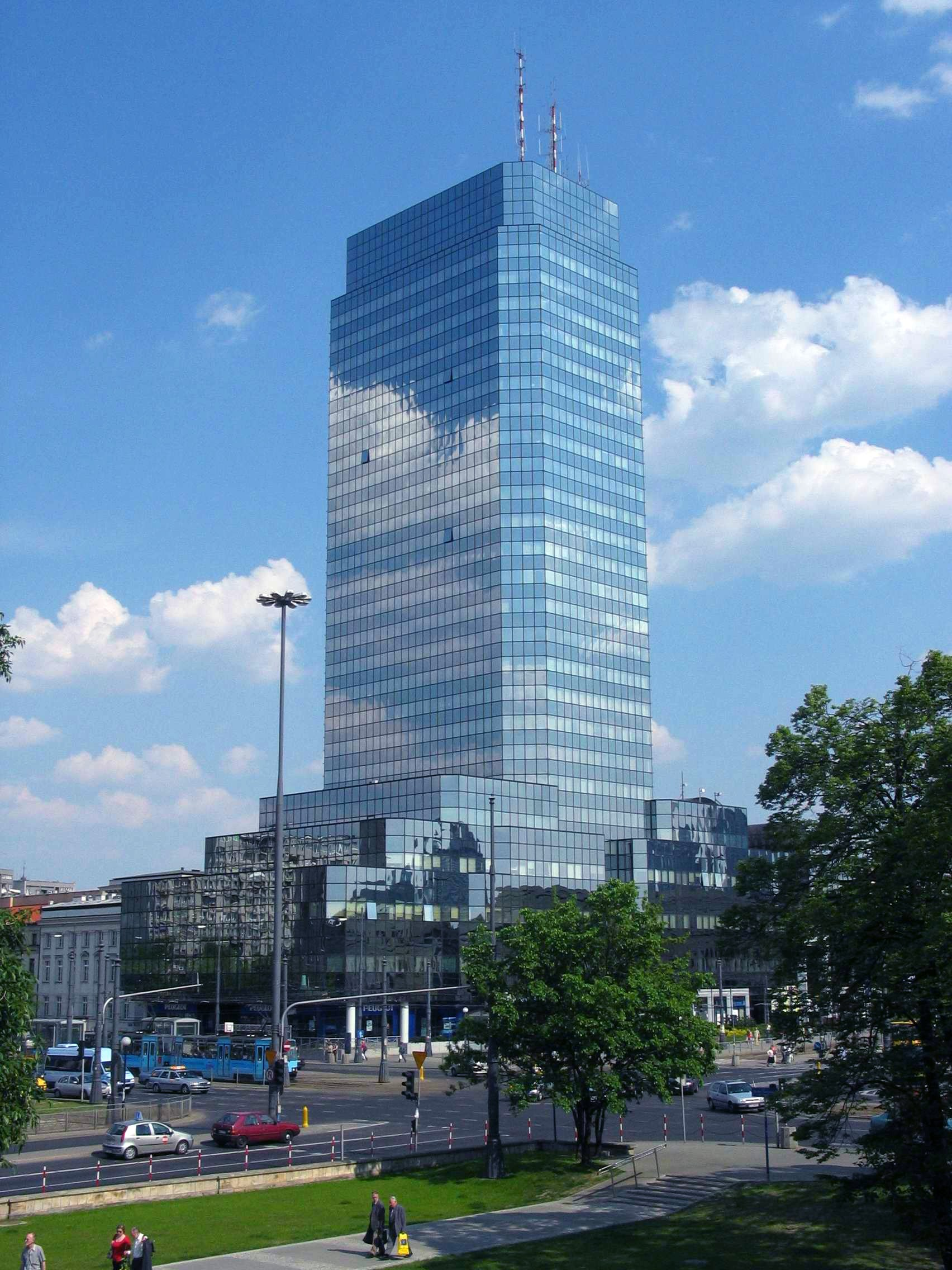
La Tour bleue

À la fin de la guerre, les ruines de la synagogue sont dégagées. La place restera pendant de nombreuses années vide. Au milieu des années 1950, les autorités municipales prennent la décision de construire à la place un immeuble de grande hauteur. Cependant, la construction va être ajournée pendant environ vingt ans, ce que la presse attribuera au cherem (anathème) posé par les rabbins.
Après de nombreuses modifications du projet initial, la carcasse métallique du bâtiment est érigée en 1976, entourée de plaques métalliques recouvertes d'or. Mais le bâtiment ne sera pas achevé, et la structure commencera à rouiller. Dans les années 1980, la presse locale fait état d'un redémarrage des travaux, mais ceux-ci ne reprendront effectivement qu'après la signature d'un accord avec la société yougoslave Generalexport-Giposs. Les plaques métalliques dorées sont échangées contre des plaques argentées, réfléchissant la couleur du ciel. Autour du bâtiment de grande hauteur, est construit un  ensemble de bâtiments de basse hauteur reprenant la forme de l'ancienne synagogue.
La construction est terminée en 1991, ce que la presse explique par la levée de l'anathème par les rabbins satisfaits. En 2004, la communauté juive de Varsovie, dans le cadre du programme de réparation, reçoit trois étages du bâtiment (18e, 19e et 20e étages) qui serviront de bureaux ainsi que de halls d'exposition temporaire pour l'Institut d'histoire juive.
L'immeuble de grande hauteur surnommée la « tour Bleue », n'est pas situé exactement à la place de la synagogue. Il est légèrement décalé vers le nord, vers Gruba Kaśka. Les bâtiments de faible hauteur, couvrent la totalité de la place qui se trouvait devant la synagogue ainsi que l'emplacement de la synagogue elle-même. Tout l'environnement de la synagogue est changé. La tour Bleue aboutit à l'Ouest à la place Bankowy, et de nouveaux bâtiments sont programmés à l'Ouest où se trouvait avant-guerre la place Tłomackie. D'autres bâtiments ont été construits autour de la place Bankowy à l'emplacement de l'ancienne rue Rymarski. De nouvelles rues relient la place Bankowy à la rue Bielańską et à la rue Antonio Corazzi où se trouvait l'ancien jardin du palais Mniszchów.
Il serait prévu de construire une copie exacte de la synagogue dans les prochaines années dans le centre de la ville de Poltava, en Ukraine. Outre les lieux de prière, on y trouverait une école juive.

## Architecture

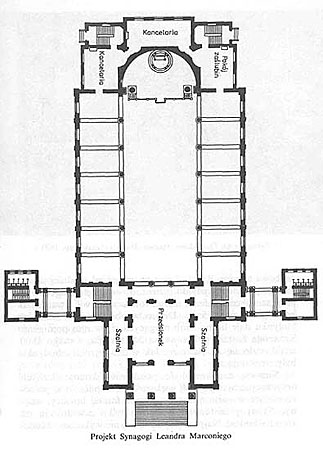
Plan de la synagogue

Le bâtiment de la Grande synagogue a été construit sur le plan d'une croix latine, en style classique, avec de nombreux éléments de type Renaissance ou Empire. On pénètre par un large portique classique à quatre colonnes, au-dessus duquel est écrit en hébreu en lettre d'or : « Que le Nom de celui qui se trouve dans ce bâtiment, que le Nom du Tout Puissant, apporte parmi nous la paix, l'entente, la fraternité et l'amour ». De chaque côté de l'entrée se trouve un chandelier à cinq branche.
Les hommes pénètrent dans la grande salle de prière située au rez-de-chaussée par le vestibule, tandis que les femmes montent dans les galeries situées de part et d'autre. À l'opposé de l'entrée, deux colonnes de style corinthien qui font référence aux colonnes à l'entrée du Temple de Jérusalem, tel que décrit dans la Bible,.
Au-dessus de la nef centrale, un grand dôme doré avec une couronne, supposée symboliser la plus grande et la principale synagogue de Varsovie et son rôle prédominent. La longueur totale du bâtiment est de 64 mètres. À son sommet, une boule en cuivre doré, don d'Henryk Reychman, contient l'historique de la construction et le plan de la synagogue.
Le hall de prière de forme rectangulaire a une dimension de 33 mètres par 29 mètres. La largeur des nefs latérales est de 8,5 mètres, et la nef centrale de 10,5 mètres. Le vestibule à l'entrée avant le hall de prière, est de forme carrée, de 17,5 mètres de côté. Il donne accès de chaque côté à des vestiaires. Le vestibule est recouvert à l'extérieur d'un petit dôme aplati.

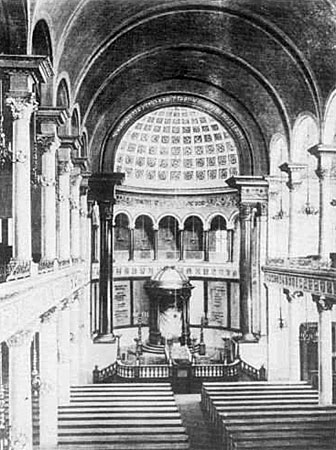
Intérieur de la synagogue

Les trois nefs débouchent sur une abside en style néoroman. Au-dessus des nefs latérales et derrière l'Arche sainte, se trouvent les galeries des femmes avec le chœur. La synagogue possédait de très riches équipements. L'Arche sainte, payée par la famille Natanson, a été exécutée en bois spécialement importé du Liban et plus particulièrement du cèdre. Elle est revêtue d'un paro'het (rideau) rouge et blanc, richement brodé et entrelacé d'or et d'argent. La bimah (autel) en bois magnifiquement sculpté par Gunderlach, est un don de Mathias Bersohn. Celle-ci se trouve juste devant l'Arche, et le tapis décoratif sur le sol qui les relie a été offert par Antoni Ejzenbaum. Au-dessus du renfoncement où est située l'Arche, on trouve une petite galerie à arcades où se place le chœur.
Si le plan de la synagogue a soulevé différentes réserves, l'intérieur n'a soulevé qu'admiration :
« 
Bien que les seuls ornements soient les chandeliers de bronze et les balustrades des galeries, autour de la salle, le bâtiment donne une impression de simplicité. En pénétrant plus en profondeur, le rouge et le blanc du rideau, entrelacé d'or et d'argent, l'arche en cèdre, les Tables de la Loi en marbre avec les inscriptions, l'autel, les  bougeoirs et la lampe éternelle, donnent une impression profonde de religiosité -  Ici, vraiment, vous ressentez que vous êtes dans un temple.  »

## Personnages importants liés à la synagogue

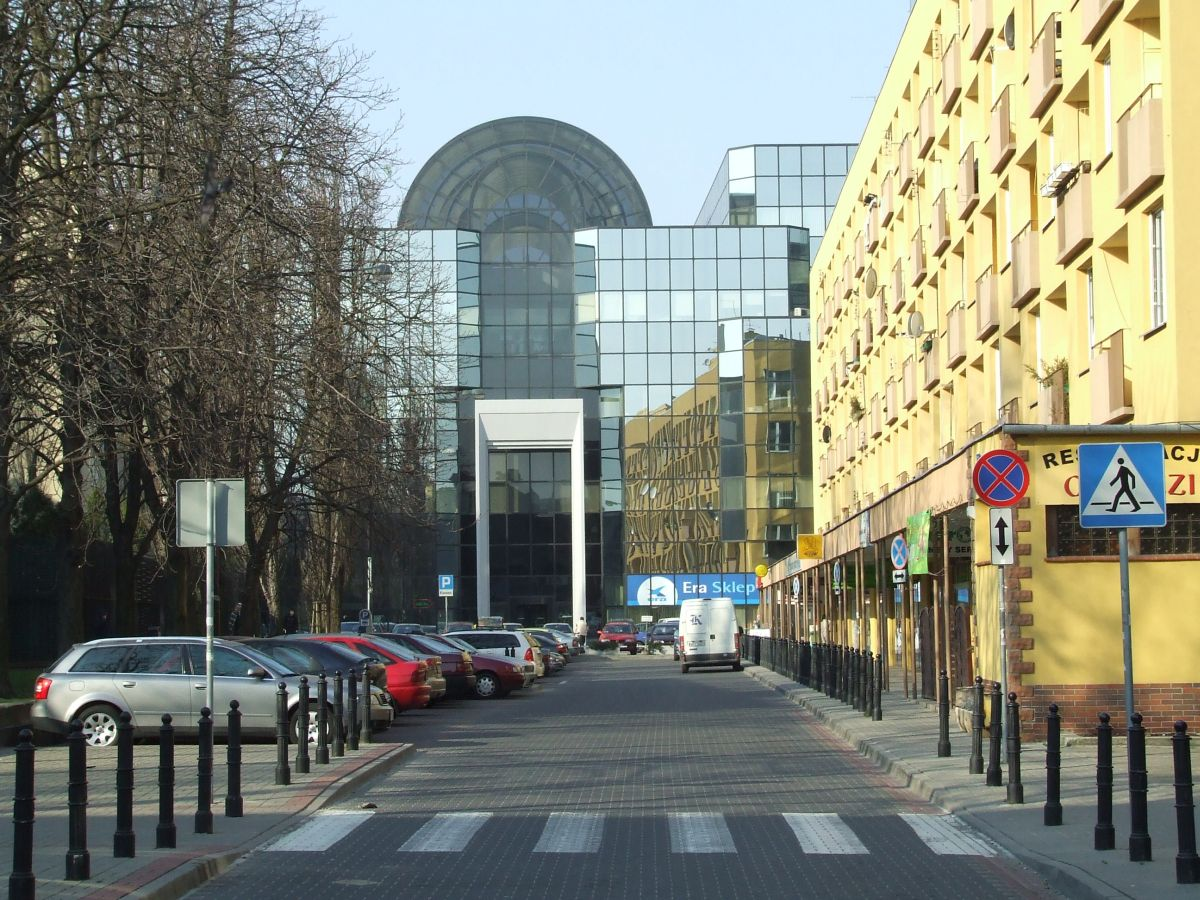
La tour Bleue vue de la rue Corazzi et l'emplacement de l'ancienne synagogue

- Moïse Schorr – grand rabbin de la synagogue de 1923 à 1939
- Samuel Poznański – grand rabbin de la synagogue
- Izaak Cylkow –  rabbin de la synagogue, prêcheur et traducteur
- Abraham Cwi Dawidowicz – rabbin de la synagogue, prêcheur et traducteur
- Dawid Ajzensztadt –  chef d'orchestre de la chorale de la synagogue
- Pinchas Szerman –  chantre de la synagogue.
- Gershon Sirota – chantre de la synagogue.
- Franciszek Salezy Lewental – membre du comité de construction et un des fondateurs et bienfaiteurs de la synagogue
- Jakub Natanson – un des principaux bienfaiteurs de la synagogue
- Dawid Folman – chef bibliothécaire de la synagogue
- Józef Hirszowicz – membre du conseil de la synagogue